# Olympische Sommerspiele 1996/Badminton
Bei den Olympischen Sommerspielen 1996 in Atlanta wurden fünf Wettbewerbe im Badminton ausgetragen. Austragungsort war die GSU Sports Arena.

## Medaillenspiegel
| Platz | Land       | Gold | Silber | Bronze | Gesamt |
| ----- | ---------- | ---- | ------ | ------ | ------ |
| 1     | Südkorea   | 2    | 2      | –      | 4      |
| 2     | China      | 1    | 1      | 2      | 4      |
| 3     | Indonesien | 1    | 1      | 2      | 4      |
| 4     | Dänemark   | 1    | –      | –      | 1      |
| 5     | Malaysia   | –    | 1      | 1      | 2      |

## Männer

### Einzel
| Platz | Land | Athlet                 | Ergebnis |
| ----- | ---- | ---------------------- | -------- |
| 1     | DEN  | Poul-Erik Høyer Larsen | 2:0      |
| 2     | CHN  | Dong Jiong             | 0:2      |
| 3     | MAS  | Rashid Sidek           | 2:0      |

### Doppel
| Platz | Land | Athlet                                  | Ergebnis |
| ----- | ---- | --------------------------------------- | -------- |
| 1     | INA  | Rexy Mainaky Ricky Subagja              | 2:1      |
| 2     | MAS  | Cheah Soon Kit Yap Kim Hock             | 1:2      |
| 3     | INA  | Denny Kantono S. Antonius Budi Ariantho | 2:1      |

## Frauen

### Einzel
| Platz | Land | Athlet        | Ergebnis |
| ----- | ---- | ------------- | -------- |
| 1     | KOR  | Bang Soo-hyun | 2:0      |
| 2     | INA  | Mia Audina    | 0:2      |
| 3     | INA  | Susi Susanti  | 2:0      |

### Doppel
| Platz | Land | Athlet                    | Ergebnis |
| ----- | ---- | ------------------------- | -------- |
| 1     | CHN  | Ge Fei Gu Jun             | 2:0      |
| 2     | KOR  | Gil Young-ah Jang Hye-ock | 0:2      |
| 3     | CHN  | Tang Yongshu Qin Yiyuan   | 2:1      |

## Mixed
| Platz | Land | Athlet                     | Ergebnis |
| ----- | ---- | -------------------------- | -------- |
| 1     | KOR  | Kim Dong-moon Gil Young-ah | 2:1      |
| 2     | KOR  | Park Joo-bong Ra Kyung-min | 1:2      |
| 3     | CHN  | Liu Jianjun Sun Man        | 2:1      |